# Philesiaceae
Classification APG III (2009)
Famille
Répartition géographique
En classification phylogénétique la famille des Philésiacées est constituée de plantes monocotylédones ; elle ne comprend que 1 à 4 espèces réparties en 1 à 4 genres.
Ce sont des plantes vivaces en forme d'arbustes ou de lianes  des régions tempérées à tropicales du Chili et de l'Argentine, leurs feuilles sont simples, alternes, les fleurs solitaires à l'aisselle des feuilles ou aux extrémités des tiges.
- Lapageria rosea, la fleur nationale du Chili, est une liane pouvant atteindre 10 m de hauteur, ses fleurs magnifiques, en clochettes retombantes, ont donné forme à de nombreux cultivars allant du blanc au rouge, ses feuilles sont ovales-cordiformes à nervures palmées.
- Philesia magellanica (syn. P. buxifolia) est une plante plutôt arbustive, ses fleurs rouges en trompettes allongées sont suspendues aux extrémités des tiges, ses petites feuilles sont lancéolées avec une nervure médiane très marquée.

En classification classique de Cronquist (1981), cette famille n'existe pas et ces plantes sont assignées aux Smilacacées.

## Étymologie
Le nom vient du genre Philesia dérivé du grec Φιλεω (fileo) signifiant "aimer, être cher".

## Liste des genres
Selon World Checklist of Selected Plant Families (WCSP) (15 avr. 2010) :
- genre Behnia Didr. (1854)
- genre Geitonoplesium A.Cunn. ex R.Br. (1832)
- genre Lapageria Ruiz & Pav. (1802)
- genre Philesia Comm. ex Juss. (1789)

Selon NCBI (15 avr. 2010) :
- genre Philesia

Selon DELTA Angio (15 avr. 2010) et Angiosperm Phylogeny Website (19 mai 2010) :
- genre Lapageria Ruiz & Pavon
- genre Philesia Comm. ex Juss.

## Liste des espèces
Selon World Checklist of Selected Plant Families (WCSP) (15 avr. 2010) :
- genre Behnia Didr. (1854)
  - Behnia reticulata  (Thunb.) Didr. (1854)
- genre Geitonoplesium A.Cunn. ex R.Br. (1832)
  - Geitonoplesium cymosum  (R.Br.) A.Cunn. ex R.Br. (1832)
- genre Lapageria Ruiz & Pav. (1802)
  - Lapageria rosea  Ruiz & Pav. (1802)
- genre Philesia Comm. ex Juss. (1789)
  - Philesia magellanica  J.F.Gmel. (1791)

Selon NCBI (15 avr. 2010) :
- genre Philesia
  - Philesia magellanica